# Ouvrouer-les-Champs
Ouvrouer-les-Champs là một xã trong tỉnh Loiret, vùng Centre-Val de Loire bắc trung bộ nước Pháp.